# Hyllisia flavicans
Hyllisia flavicans là một loài bọ cánh cứng trong họ Cerambycidae.